# Un homme heureux (film, 1933)
Pour les articles homonymes, voir Un homme heureux.
Pour plus de détails, voir Fiche technique et Distribution.
Un homme heureux est un film français réalisé par Antonin Bideau, sorti en 1933.

## Synopsis
Dans le sud de la France, le jeune directeur du Musée des Antiquités égyptiennes, Claude Moreuil, est amoureux de la belle Simone Fontanet. Malheureusement, paralysé par la timidité, il n'ose pas se déclarer. Son meilleur ami, Michel Guérard tombe lui aussi sous le charme de la jeune femme. Qui réussira le premier à conquérir son cœur ?

## Fiche technique
- Titre : Un homme heureux
- Réalisation : Antonin Bideau
- Scénario et dialogues : Jacques Bousquet
- Photographie : Paul Portier - Robert Tomatis
- Son : Louis Kieffer
- Décors : Jean Lafitte
- Production : Les Artistes associés
- Pays d'origine :  France
- Format :  Noir et blanc - 1,37:1
- Durée : 87 minutes
- Date de sortie : France, 17 février 1933

## Distribution
- Claude Dauphin : Claude Moreuil
- Henri Bosc : Michel Guérard
- Suzanne Christy : Simone Fontanet
- Alice Tissot : Mme Fontanet
- Georges Tréville : M. Pedoux
- Suzanne Dantès : Liouba
- Lucette Desmoulins : Lulu

## Production
À la suite du succès de son film précédent, Figuration, sorti en 1931, le réalisateur Antonin Bideau choisit de poursuivre sa collaboration avec le scénariste Jacques Bousquet. Celui-ci lui propose le scénario d'une comédie, Un homme heureux. Le film est tourné en partie à Nice durant l'été de l'année 1932 pour les extérieurs puis en studio. 